# Super Best
Super Best — збірник пісень італійського співака та кіноактора Адріано Челентано, випущений у 1992 році під лейблами «Clan Celentano» і «CGD».

## Про збірник
Збірник випускався як на двох LP-платівках, так і на касетах і CD. У 1996 році вийшло ремастоване перевидання збірника.
До збірника увійшли пісні Адріано Челентано 1950-х, 1960-х, 1970-х і 1980-х років.

## Трек-лист
LP
(1992)

### Перша платівка
Сторона «А»
| #  | Назва                                                                                        | Автор слів                             | Автор музики                     | Тривалість |
| -- | -------------------------------------------------------------------------------------------- | -------------------------------------- | -------------------------------- | ---------- |
| 1. | «Il ragazzo della via Gluck» (La festa, 1966)                                                | Лучано Беретті, Мікі Дель Прете        | Адріано Челентано                | 4:16       |
| 2. | «Il tuo bacio è come un rock» (Adriano Celentano con Giulio Libano e la sua orchestra, 1960) | П'єро Вівареллі, Лучіо Фульчі          | Адріано Челентано, Еціо Леоні    | 2:01       |
| 3. | «Un albero di trenta piani» (I mali del secolo, 1972)                                        | Адріано Челентано                      | Адріано Челентано                | 4:04       |
| 4. | «Mondo in MI 7ª» (Le robe che ha detto Adriano, 1969)                                        | Лучано Беретта, Мікі Дель Прете, Могол | Адріано Челентано, Детто Маріано | 6:11       |

Сторона «Б»
| #  | Назва                                                                   | Автор слів                           | Автор музики                             | Тривалість |
| -- | ----------------------------------------------------------------------- | ------------------------------------ | ---------------------------------------- | ---------- |
| 5. | «Grazie, prego, scusi» (Non mi dir,)                                    | Мікі Дель Прете, Могол               | Піно Массара                             | 2:04       |
| 6. | «Azzurro» (Azzurro/Una carezza in un pugno, 1968)                       | Віто Паллавічіні                     | Паоло Конте, Мікеле Вірано               | 3:43       |
| 7. | «Soli» (Soli, 1979)                                                     | Крістіано Мінеллоно, Мікі Дель Прете | Тото Кутуньйо                            | 4:05       |
| 8. | «Nata per me» (A New Orleans, 1963)                                     | Мікі Дель Прете, Могол               | Адріано Челентано, Детто Маріано         | 2:42       |
| 9. | «La coppia più bella del mondo» (Azzurro/Una carezza in un pugno, 1968) | Лучано Беретта, Мікі Дель Прете      | Паоло Конте, Мікеле Вірано, Піно Массара | 3:04       |

### Друга платівка
Сторона «А»
| #   | Назва                                                             | Автор слів                                          | Автор музики                     | Тривалість |
| --- | ----------------------------------------------------------------- | --------------------------------------------------- | -------------------------------- | ---------- |
| 10. | «Prisencolinensinainciusol» (Nostalrock, 1973)                    | Адріано Челентано                                   | Адріано Челентано                | 3:52       |
| 11. | «Svalutation» (Svalutation, 1976)                                 | Лучано Беретта, Віто Паллавічіні, Адріано Челентано | Джино Сантерколе                 | 3:07       |
| 12. | «Una carezza in un pugno» (Azzurro/Una carezza in un pugno, 1968) | Лучано Беретта, Мікі Дель Прете                     | Джино Сантерколе, Нандо Де Лука  | 2:58       |
| 13. | «Storia d'amore» (Le robe che ha detto Adriano, 1969)             | Лучано Беретта, Мікі Дель Прете                     | Адріано Челентано, Нандо Де Лука | 4:55       |

Сторона «Б»
| #     | Назва                                                | Автор слів                        | Автор музики        | Тривалість |
| ----- | ---------------------------------------------------- | --------------------------------- | ------------------- | ---------- |
| 14.   | «Vivrò per lei» (I miei americani 2, 1986)           | Умберто Бертіні, Етторе Каррера   | Джордж Буланджер    | 2:43       |
| 15.   | «Pregherò» (Non mi dir, 1965)                        | Дон Бакі                          | Бен Кінг, Елмо Глік | 3:00       |
| 16.   | «Il tempo se ne va» (Un po' artista un po' no, 1980) | Крістіано Мінеллоно, Клаудія Морі | Тото Кутуньйо       | 3:50       |
| 17.   | «Stai lontana da me» (Non mi dir, 1965)              | Могол                             | Берт Бакарак        | 2:13       |
| 18.   | «Susanna» (I miei americani, 1984)                   | Серджо Капуто, Мікі Дель Прете    | Керолін Богман      | 4:47       |
| 63:35 |                                                      |                                   |                     |            |

## Видання
| Назва                       | Лейбл               | Маркування    | Країна | Рік      |
| --------------------------- | ------------------- | ------------- | ------ | -------- |
| Super Best (2xLP)           | Clan Celentano      | 4509-91216-1  | Європа | 1992     |
| Super Best (CD)             | Clan Celentano      | 4509-91216-2  | Італія | 1992     |
| Super Best (CD)             | Clan Celentano, CGD | 4509-91827-2  | Європа | 1992     |
| Super Best (Cass)           | Clan Celentano      | 4509-91216-4  | Італія | 1992     |
| Super Best (CD, RE)         | Clan Celentano      | 74321 36004 2 | Європа | 1996     |
| Super Best (CD, RE)         | Clan Celentano      | CLCD 360042   | Італія | 1996     |
| Super Best (CD, RE)         | Clan Celentano      | CLCD 360042   | Італія | 1996     |
| Super Best (CD, Unofficial) | Clan Celentano      | 4509-91216-2  | Росія  | невідомо |